# Ahmed Mohamed Abdillahi
Ahmed Mohamed Abdillahi (geb. 1981) ist ein ehemaliger dschibutischer Mittelstreckenläufer.
Er war zu den Olympischen Sommerspielen 2004 in Athen entsandt worden, nahm jedoch aus unbekannten Gründen nicht an den Wettkämpfen teil.